# NGC 1365
NGC 1365 (conosciuta anche come La Grande Galassia a spirale barrata) è una galassia a spirale barrata visibile nella costellazione della Fornace.
Si tratta di una delle galassie più brillanti della costellazione; il nucleo, molto piccolo, ha una forma ovale con una dimensione apparente di circa 50′ × 40′.
I rami a spirale si estendono in una curva a nord e sud dalle estremità della barra est-ovest e formano quasi un alone a forma di Z simile a un anello; le loro dimensioni e spessore in confronto al nucleo sono notevoli. Sono state osservate in NGC 1365 le Supernovae 2001du, 1983V e 1957C. La sua distanza da noi è valutata di circa 56 milioni di anni luce ed avrebbe un tasso di formazione stellare stimato superiore di cinque volte quello della Via Lattea, equivalente in 15 soli ogni anno di massa stellare, sia nella zona centrale che nei bracci

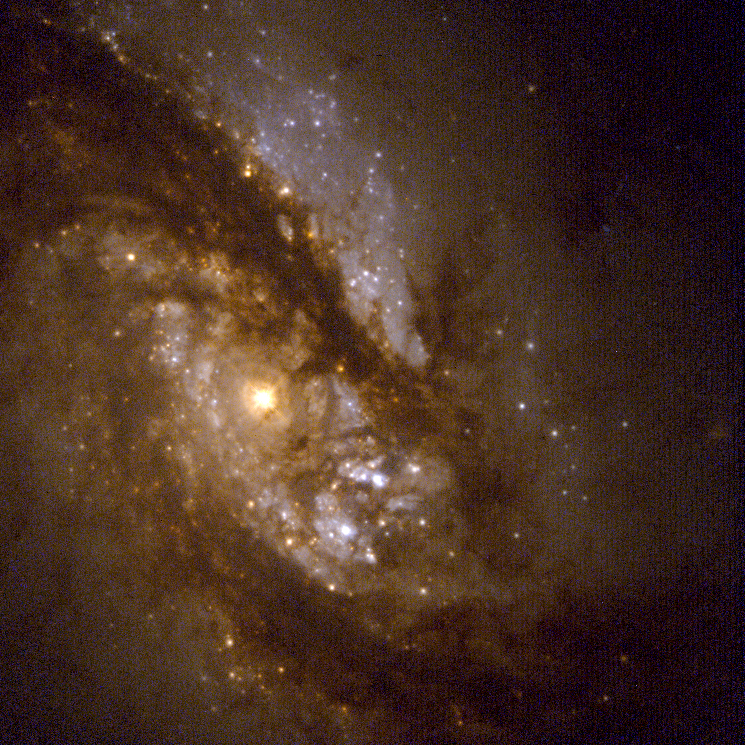
La regione centrale di NGC 1365 mostra scie di polvere.
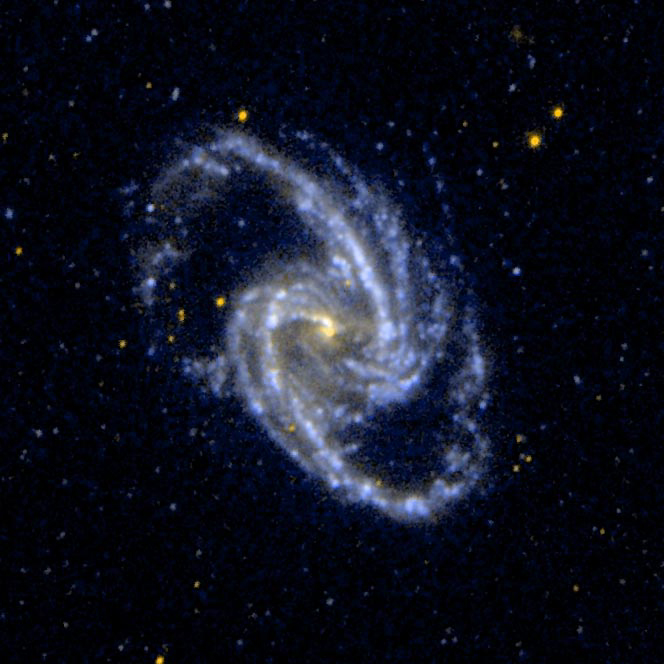
NGC 1365 (Ultravioletto La regione centrale di NGC 1365 - GALEX)
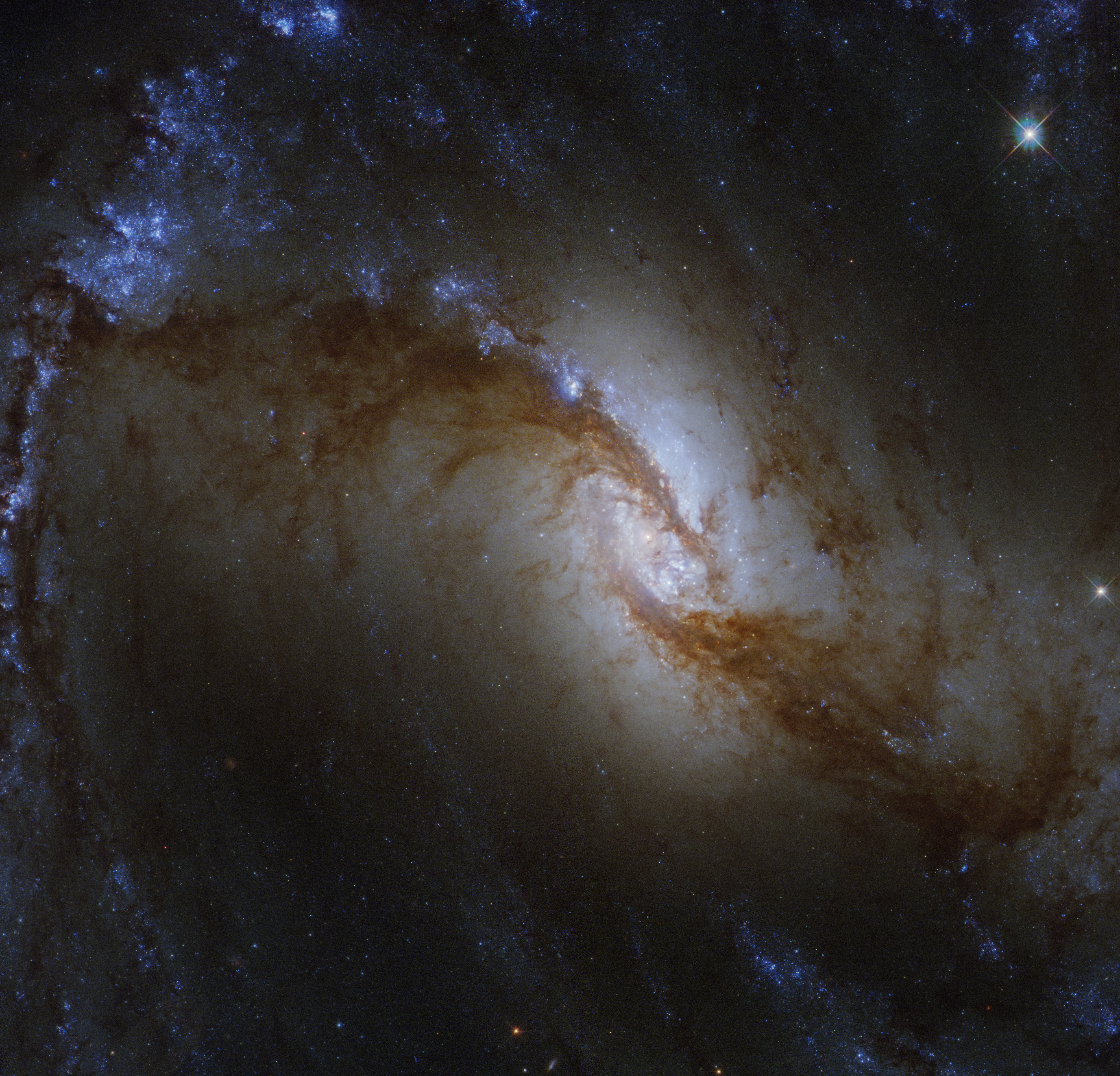
NGC 1365 - porzione centrale (HST WFC3)
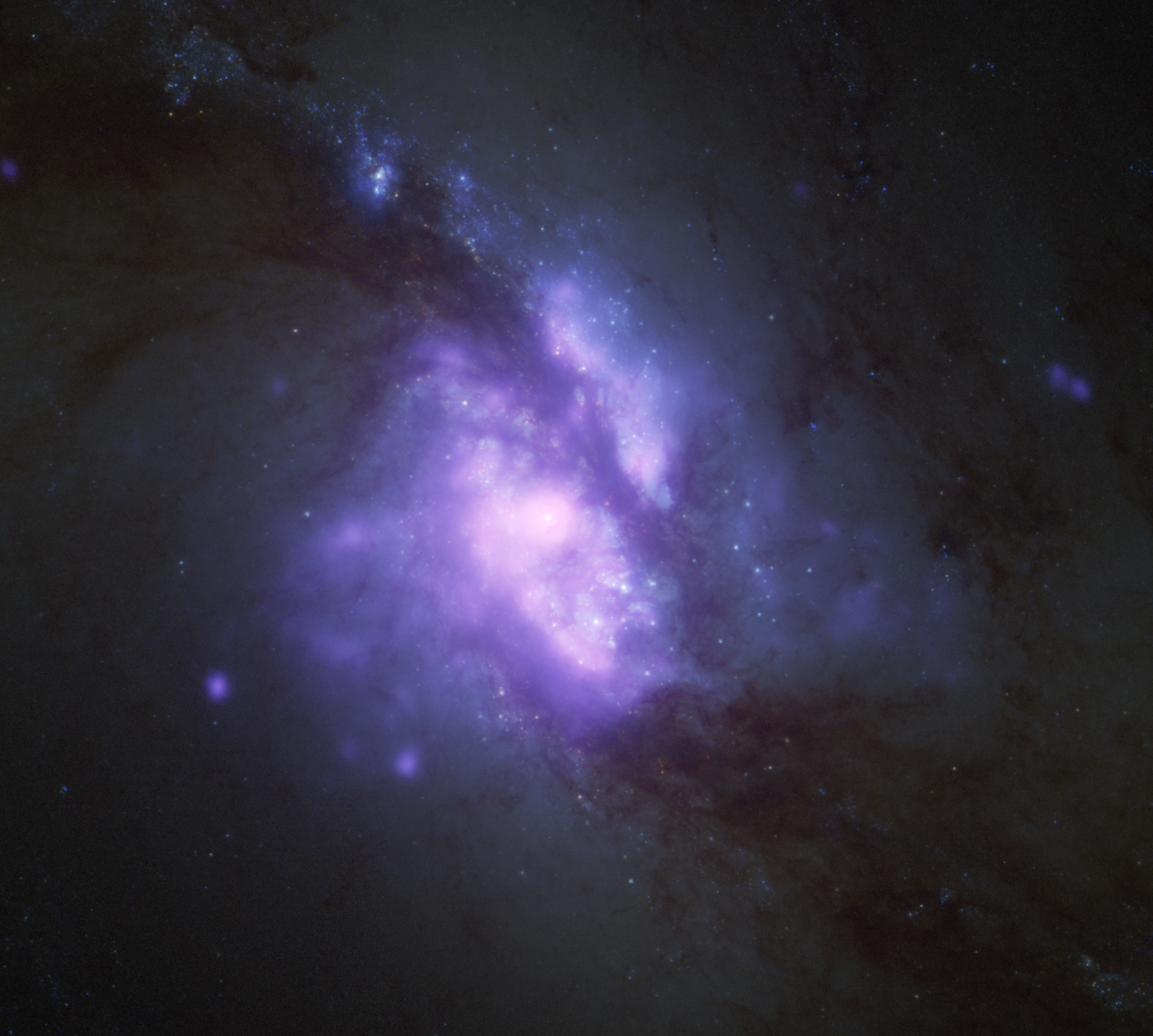
NGC 1365 - centro galattico ai raggi X (HST & Chandra XO)